# Фенотерол
Фенотерол (англ. Fenoterol, лат. Fenoterolum) — синтетичний препарат, що належить по хімічній структурі до фенілзаміщених β-аміноспиртів, та застосовується як місцево (інгаляційно, у тому числі в небулайзерах), так і перорально та парентерально. Фенотерол належить до групи селективних бета-2-адреностимуляторів. По своєму хімічному складу є рацематом чотирьох енантіомерів. Фенотерол розроблений у лабораторії компанії «Boehringer Ingelheim» та випускається під торговими марками «Беротек» та «Беротек Н».

## Фармакологічні властивості
Фенотерол — синтетичний препарат, що є по хімічній структурі фенілзаміщеним β-аміноспиртом та належить до групи селективних бета-2-адреностимуляторів. Механізм дії препарату полягає у стимуляції β2-адренорецепторів, які знаходяться у гладкій мускулатурі бронхів, міометрію та кровоносних судин шляхом активації внутрішньоклітинної аденілатциклази, яка утворює комплекс із G-протеїном, під впливом якого підвищується утворення циклічного АМФ та стимуляція протеїнкінази типу А, що призводить до розслаблення гладкої мускулатури внутрішніх органів. Фенотерол не руйнується ферментом легеневою катехол-О-метилтрансферазою, і тому при інгаляційному застосуванні діє триваліше за неселективних представників цієї групи лікарських препаратів. Фенотерол має виражену бронхолітичну дію, яка спостерігається як при інгаляційному, так і при інших шляхах застосування препарату. Під впливом фенотеролу зменшується виділення медіаторів запалення із опасистих клітин (у тому числі виділення гістаміну та лейкотрієнів), зменшується проникність капілярів (що сприяє попередженню розвитку набряку слизової оболонки бронхів) та модуляція вироблення слизу бронхіальними залозами, що призводить до оптимізації мукоциліарного кліренсу. Але зниження виділення медіаторів запалення та зниження проникності капілярів при застосуванні фенотеролу не супроводжуються зменшенням кількості клітин запалення у слизовій оболонці бронхів (у тому числі активованих — макрофагів, еозинофілів та лімфоцитів), що теоретично може призвести до посилення запального процесу в дихальних шляхах (наприклад, при появі після застосування препарату можливості зробити вільніших подих, і при цьому вдихнути велику кількість екзогенних алергенів). Фенотерол при інгаляційному введенні діє виключно на β2-адренорецептори бронхів та не впливає на рецептори в інших органах. Фенотерол лише у незначній ступені впливає на β1-адренорецептори міокарду. Препарат також має токолітичну дію, що призводить до зниження тонусу і розслаблення гладких м'язів матки, та застосовується при загрозі передчасних пологів та для зниження тонусу міометрію. Фенотерол також покращує матково-плацентарний кровотік, що призводить до покращення кровопостачання плоду. Фенотерол, на відміну від сальбутамолу, є повним агоністом β2-адренорецепторів, тому при його застосуванні частіше спостерігається так званий «синдром рикошету», пов'язаний із блокуванням β-адренорецепторів бронхів продуктами розпаду фенотеролу, та у подальшому — розвитку неефективності застосування інгаляцій препарату, що змушує хворих збільшувати дозу препарату, унаслідок чого спостерігаються симптоми передозування препарату, а у важких випадках — і смерть хворих. Доведено значне збільшення смертності серед хворих бронхіальною астмою у Новій Зеландії у 80-х роках ХХ століття на фоні застосування високих доз фенотеролу. При застосуванні значно вищих від середньотерапевтичних доз препарату також різко зростає ймовірність важких побічних ефектів, у тому числі пов'язаних із активацією адренорецепторів міокарду (у тому числі тахікардію, фібриляцію передсердь, явища ішемії міокарду, ортостатичну гіпотензію, подовження інтервалу QT у зв'язку із гіпокаліємією та супутнім порушенням серцевого ритму із можливою асистолією), та метаболічних порушень.

### Фармакодинаміка
Фенотерол добре всмоктується та розподіляється в організмі як після перорального, так і після парентерального застосування, біодоступність препарату складає 60 % при пероральному застосуванні та 100 % при парентеральному введенні. Після перорального прийому дія фенотеролу в крові спостерігається за 30 хвилин після прийому, максимальна концентрація в крові досягається протягом 2—3 годин. Після внутрішньовенної ін'єкції дія препарату починається через 4 хвилини після введення та триває 11 хвилин. При інгаляційному застосуванні біодоступність фенотеролу складає 10—30 %, а решта осідає у верхніх дихальних шляхах, або проковтується та всмоктується у шлунково-кишковому тракті. Дія препарату при інгаляційному застосуванні розпочинається за 3—5 хвилин, з досягненням максимального ефекту за 30—90 хвилин та тривалістю ефекту 3—6 годин. Фенотерол у помірній кількості (40—55 %) зв'язується з більками плазми крові. Фенотерол проходить через плацентарний бар'єр та виділяється в грудне молоко. Метаболізується препарат у печінці з утворенням малоактивних метаболітів. Виводиться фенотерол із організму переважно із сечею у вигляді метаболітів, частково виводиться із калом. Період напіввиведення препарату багатофазний, у першій фазі складає 42 секунди, у другій фазі 14,3 хвилин; кінцевий період напіввиведення складає 3,2 години, немає даних про збільшення цього часу при печінковій або нирковій недостатності.

## Показання до застосування
Формотерол застосовується при бронхіальній астмі, хронічному обструктивному захворюванні легень, емфіземі легень та інших захворюваннях, що супроводжуються бронхоспазмом, переважно інгаляційно, як у дорослих, так і дітей. В акушерській практиці застосовується перорально та внутрішньовенно при загрозі передчасних пологів та для зниження тонусу матки.

## Побічна дія
При застосуванні фенотеролу побічні ефекти спостерігаються частіше, ніж при застосуванні інших селективних β2-адреностимуляторів, найчастіми побічними ефектами є тремор рук та тахікардія, при вагітності спостерігається почащене серцебиття як у матері, так і у плоду. Серед інших побічних ефектів можуть спостерігатися:
- Алергічні реакції — дуже рідко (менше 0,01 %) висипання на шкіри, свербіж шкіри, кропив'янка, набряк Квінке, гіпергідроз, набряк обличчя, колапс з артеріальною гіпотензією.
- З боку травної системи — нечасто (0,1—1 %) нудота, блювання, подразнення слизових оболонок верхіх дихальних шляхів при інгаляційному застосуванні).
- З боку нервової системи — часто (1—10 %) головний біль; рідко загальна слабість, неспокій, парестезії, збудження, судоми м'язів, шум у вухах.
- З боку дихальної системи — рідко (0,01—0,1 %) парадоксальний бронхоспазм; дуже рідко (менше 0,01 %) набряк легень.
- З боку серцево-судинної системи — дуже рідко (менше 0,01 %) аритмії (у тому числі фібриляція передсердь, суправентрикулярна тахікардія та екстрасистолія), артеріальна гіпертензія або гіпотензія, явища ішемії міокарду.
- Зміни в лабораторних аналізах — дуже рідко гіперглікемія, гіпокаліємія.

## Протипоказання
Фенотерол протипоказаний при підвищеній чутливості до препарату, при тахіаритміях, гіпертрофічній кардіоміопатії, при інфекціях родових шляхів, внутрішньоутробній загибелі плоду, вадах розвитку плоду, передчасному відшаруванні плаценти або кровотечі при передлежанні плаценти, загрозі переривання вагітності у ІІ—ІІІ триместрі вагітності. З обережністю застосовують фенотерол при некоригованій артеріальній гіпертензії, у випадку нещодавно перенесеного інфаркту міокарду, тиреотоксикозі та цукровому діабеті, вираженій серцевій недостатності, феохромоцитомі. Сальбутамол не застосовується одночасно з бета-блокаторами у зв'язку із антагонізмом їх дії. Препарат не застосовується із трициклічними антидепресантами та інгібіторами моноамінооксидази у зв'язку із ризиком розвитку гіпотонії. При вагітності препарат застосовують по життєвих показах. Рекомендовано припинити лікування фенотеролом у період годування грудьми. В Україні застосування фенотеролу дозволено у дітей старших 6 років.

## Форми випуску
Фенотерол випускається у вигляді дозованого аерозолю для інгаляцій у дозуванні по 0,1 та 0,2 мг/дозу по 100 та 200 доз; порошку для інгаляцій по 0,2 мг у капсулах; 0,1 % розчину для інгаляцій у флаконах по 20, 40 і 100 мл; таблеток по 0,005 г та ампул по 10 мл 0,1 % розчину (у яких міститься 50 мкг фенотеролу). Фенотерол разом із іпратропію бромідом входить до складу комбінованого препарату «Беродуал».